# Juillé (Charente)
Juillé – miejscowość i gmina we Francji, w regionie Nowa Akwitania, w departamencie Charente.
Według danych na rok 1990 gminę zamieszkiwało 198 osób, a gęstość zaludnienia wynosiła 23 osób/km² (wśród 1467 gmin regionu Poitou-Charentes Juillé plasuje się na 799. miejscu pod względem liczby ludności, natomiast pod względem powierzchni na miejscu 907.).